# Minneapolis (Kansas)
Minneapolis – miasto w Stanach Zjednoczonych, w stanie Kansas, siedziba administracyjna hrabstwa Ottawa.